# Santuário de Nossa Senhora do Desterro

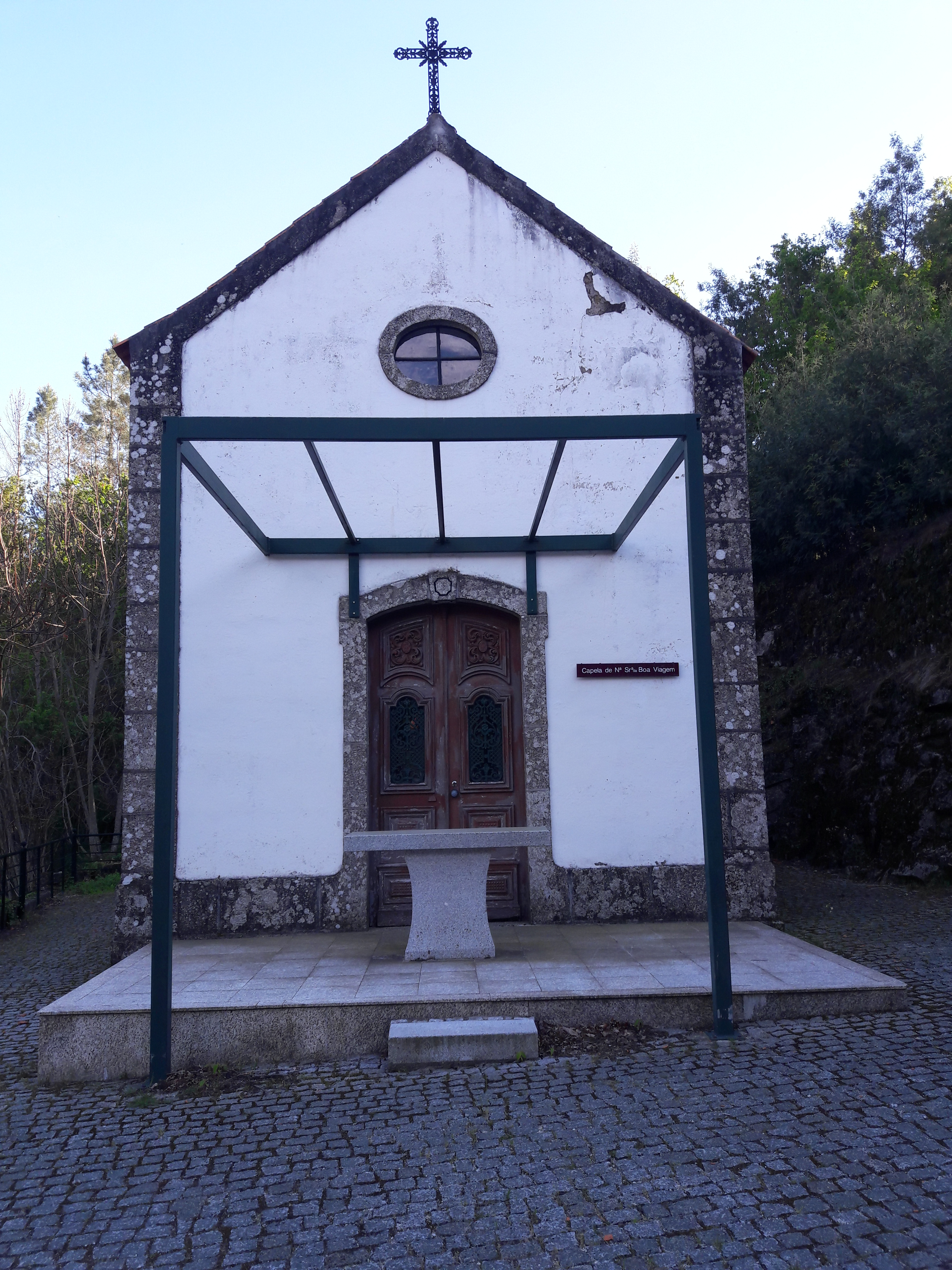
Capela de Nossa Senhora da Boa Viagem - Santuário de Nossa Senhora do Desterro, Seia

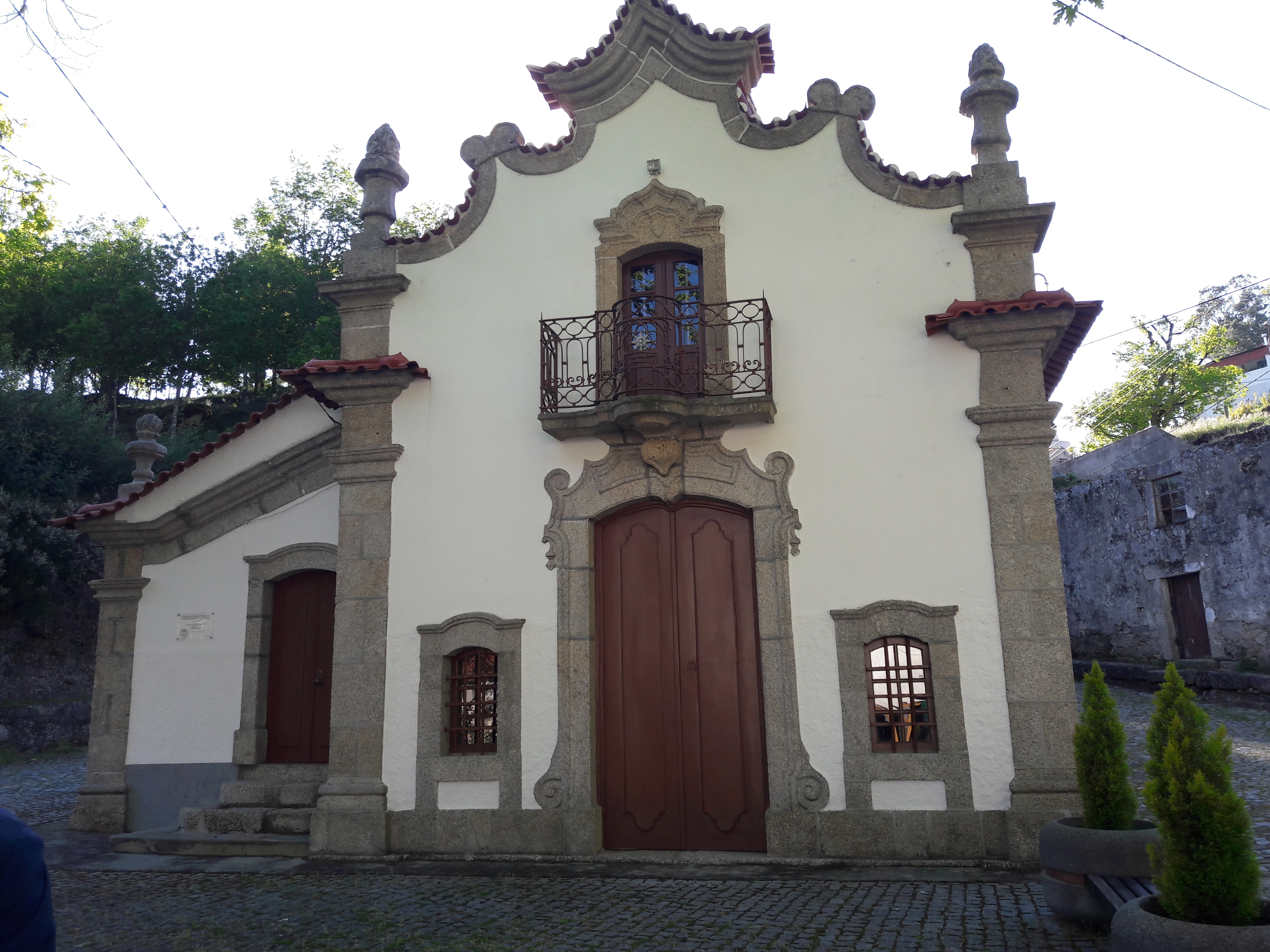
Capela de Nossa Senhora do Desterro - Santuário de Nossa Senhora do Desterro, Seia

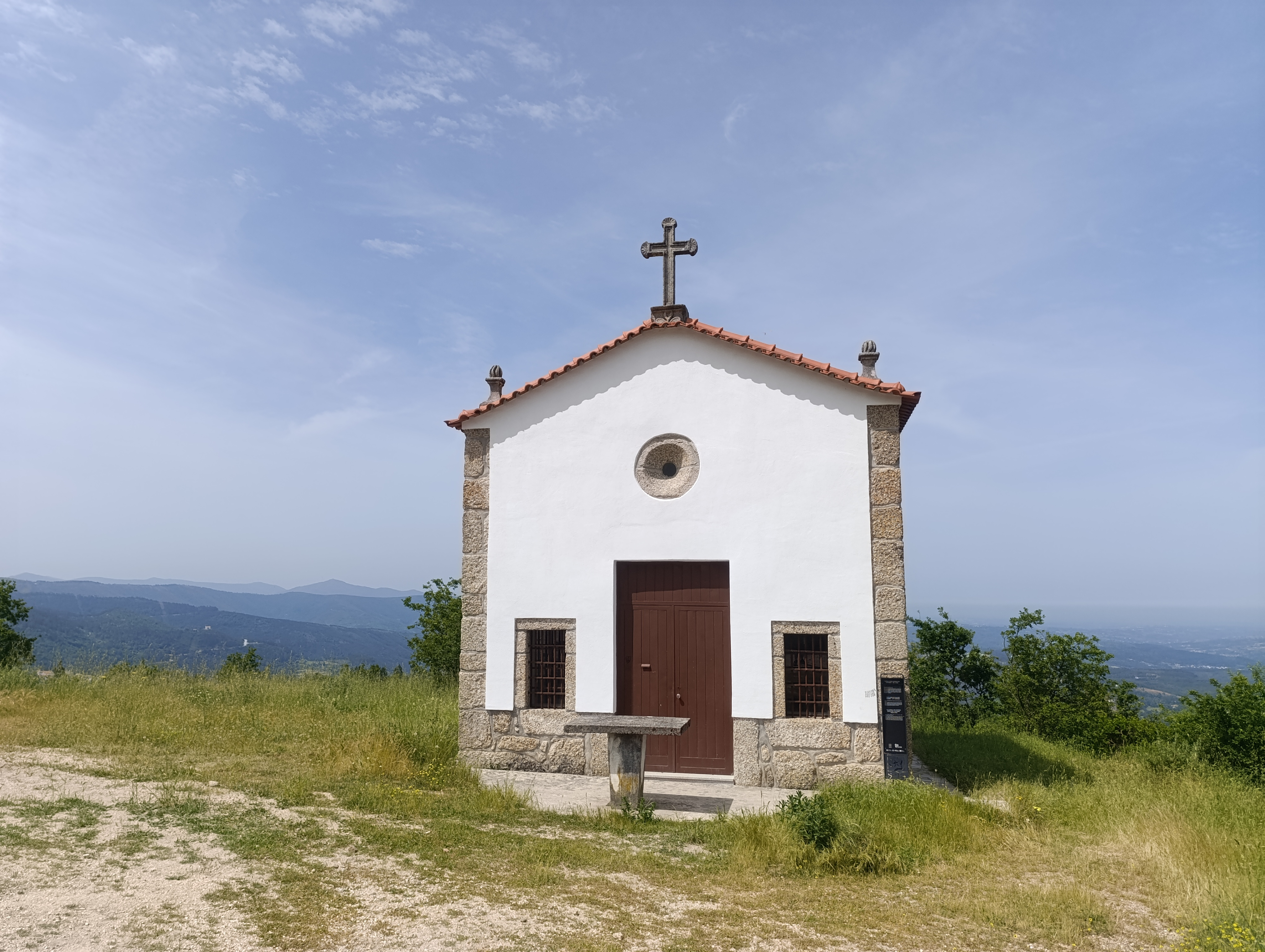
Capela Nosso Senhor do Calvário - Séc. XVIII - Santuário de Nossa Senhora do Desterro, Seia

O Santuário de Nossa Senhora do Desterro é um santuário localizado em São Romão, Seia, na Serra da Estrela, junto ao rio Alva. Este santuário é formado por dez capelas dedicadas a cenas da vida de Cristo e à Sua Paixão, mas também alusivas aos mistérios do Rosário. 
Encontra-se classificado como conjunto de Interesse Público, pela Portaria n.º 298/2014 de 7 de maio de 2014. 

## História
Este lugar de concorrida romaria teve origem na construção da capela de Nossa Senhora do Desterro, em memória da fuga para o Egipto. A crescente popularidade do santuário levou à construção das restantes ermidas, graças às esmolas que eram deixadas à confraria da Senhora do Desterro. 
Possuem uma arquitetura inspirada no barroco, com imagens ou pinturas, no seu interior, relativas ao passo ou episódio a que a capela é dedicada. Assim, observam-se a Capela de Nossa Senhora da Anunciação, a Capela de Nossa Senhora da Apresentação, a Capela de Nossa Senhora dos Prazeres ou dos Doutores, a Capela de Nossa Senhora da Piedade, a Capela de Nossa Senhora do Encontro, a Capela de Nossa das Dores (Nicho) onde tradicionalmente se diz ter aparecido o menino Jesus, a Capela da Oração de Jesus no Horto e, por fim, a Capela do Senhor do Calvário, onde apareceu, conforme a tradição, Nossa Senhora. 
A última capela a ser construída foi a da Boa Viagem, que remonta a 1879 devendo-se a sua edificação ao voto de um casal, salvo de um naufrágio, ou seja, sem relação com o tema geral do santuário.

## Capelas
1. Capela de Nossa Senhora do Desterro (1650);
2. Capela de Nossa Senhora da Anunciação;
3. Capela de Nossa Senhora da Apresentação;
4. Capela de Nossa Senhora dos Prazeres ou dos Doutores;
5. Capela de Nossa Senhora da Piedade;
6. Capela de Nossa Senhora do Encontro;
7. Capela de Nossa das Dores (Nicho);
8. Capela da Oração de Jesus no Horto;
9. Capela Nosso Senhor do Calvário;
10. Capela de Nossa Senhora da Boa Viagem (1879).